# Stånds
Stånds (Jacobaea vulgaris) är en flerårig ört inom familjen korgblommiga växter. Stånds har flikiga blad, styva upprätta stjälkar som blir upp till en meter höga, och har talrika stjälkblad. Bladen är parflikiga och mörkgröna. Stånds blommar från juli till augusti med gula blommor med blomkorgarna tätt sittande i kvastlika samlingar i stjälktoppen. Korgarna har ett fåtal korta ytterholkfjäll, och är ganska korta och breda.
Släktnamnet Jacobaea anspelar på växtens blomningstid vid jakobsmäss (den 25 juli). Artepitetet betyder vanlig.
Stånds är en av våra giftigaste växter och ger leverskador och förgiftning främst hos nötkreatur och hästar, framför allt via ensilage och hö.

## Förekomst

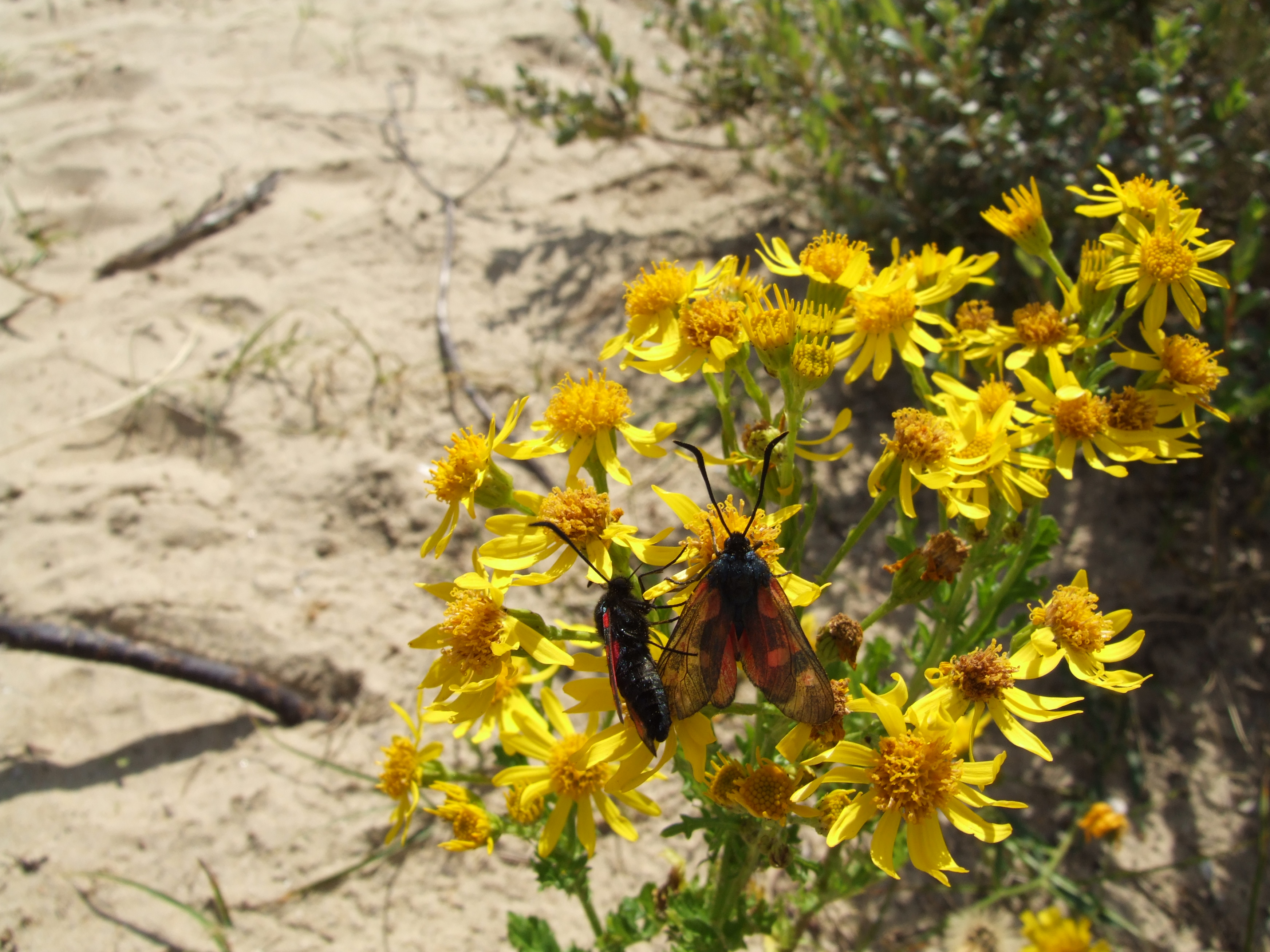
Jacobaea vulgaris

Stånds förekommer huvudsakligen i Sydsverige, men kan påträffas ända upp i Norrlands kusttrakter. Arten är ganska sällsynt men kan på sina håll förekomma i stort antal, där den då trivs på sandig, grusig gräsmark. Underarten alvarstånds (S. ssp. gotlandicus) förekommer sällsynt på kalkhällar på Öland och Gotland. 
Alvarstånds är fridlyst i Sverige. Se även fridlysta växter i Sverige.

## Giftighet
Stånds innehåller alkaloider, som är giftiga för många djur. Statens veterinärmedicinska anstalt klassificerar stånds som en mycket giftig växt och potentiellt farlig för betande djur. Djur undviker vanligen färsk stånds på grund av dess beska smak och dödsfall är därför mycket ovanliga, men de kan få i sig växten om den finns inblandad i ensilage eller hö. När växten torkar försvinner den beska smaken och då är risken större att hästen äter den, men gifterna finns fortfarande kvar.
När alkaloiderna i plantan bryts ner bildas pyrroler, vilka kan orsaka allvarliga leverskador. Vid lindrigare skador kan djuren återhämta sig, men svårare skador kan vara bestående och även leda till döden.
Dödlig dos för hästar har uppskattats till omkring 5–20 procent av kroppsvikten och förgiftning runt fem procent. Kalvar beräknas insjukna inom fem till sex veckor om de äter 100 gram stånds per dag.

### Symptom
De första tecknen på förgiftning kan dröja från några dagar vid stora intag av stånds till flera veckor eller månader. Ett tidigt symptom på förgiftning är förlorad aptit och djuren kan även se utmärglade ut. Senare symptom innefattar bland annat buksmärtor, diarré och svår förstoppning samt snabb svag puls, ljuskänslighet och vacklande gång.
Tunnpälsade och känsliga hästar kan få brännskador bara av att rulla sig över den.[källa behövs]
Människor kan drabbas av kontakteksem vid slarvig hantering eller oavsiktlig kontakt med stånds.

## Underarter
- Vanlig stånds (subsp. jacobaea)
- Alvarstånds (subsp. gotlandicus)
- Knappstånds (subsp. dunensis)